# Barrage de New Bullards Bar
Le barrage de New Bullards Bar est un barrage situé sur le North Yuba en Californie.